# Laudakia papenfussi
Espèce
Laudakia papenfussi est une espèce de sauriens de la famille des Agamidae.

## Répartition
Cette espèce est endémique du Tibet en République populaire de Chine.

## Étymologie
Cette espèce est nommée en l'honneur de Theodore Johnstone Papenfuss .

## Publication originale
- Zhao, 1998 : A new species of Laudakia from Xizang (Tibet) (Sauria: Agamidae). Zoological Research, vol. 19, no 5, p. 401-404.